# ŽNK Vukovar
ŽNK Vukovar je bivši ženski nogometni klub iz Vukovara.

## Povijest
Ženski nogometni klub Vukovar osnovan je 28. lipnja 2006. godine u Vukovaru.  
Ugašen je 2014. godine.

## Poveznice
- Hrvatski nogometni savez

## Vanjske poveznice
- Utemeljen ŽNK Vukovar[neaktivna poveznica]
- ŽENSKI NOGOMETNI KLUB VUKOVAR NAJAVIO GAŠENJE